# Championnat de France de basket-ball 2025-2026
Pour les articles homonymes, voir Pro A.
Navigation
2024-2025
La saison 2025-2026 de Betclic Élite est la cent-quatrième édition du championnat de France masculin de basket-ball, la trente-neuvième depuis la création de la LNB et la cinquième sous l'appellation « Betclic Élite ».

## Formule de la compétition
Seize équipes s'affrontent sous forme de matches aller-retour lors de la saison régulière, de septembre 2025 à mai 2026. Chaque équipe dispute en conséquence trente matches, dont quinze à domicile et quinze à l'extérieur.

## Droits télévisés
DAZN qui possède les droits télévisés jusqu'en 2029, diffuse cette nouvelle saison.
Après un match chaque vendredi à 20 h 30, les autres matches sont échelonnés avec des débuts à 18 h, 18 h 10, 18 h 20, 18 h 30 et 20 h 30.

## Clubs participants
| Club                                         | Dernière montée | Classement 2024-2025 | Entraîneur           | Depuis | Salle                                                   | Capacité théorique | Saisons en Pro A |
| -------------------------------------------- | --------------- | -------------------- | -------------------- | ------ | ------------------------------------------------------- | ------------------ | ---------------- |
| Paris Basketball (Champion)                  | 2021            | 1er                  | Francesco Tabellini  | 2025   | Adidas Arena (Paris)                                    | 8 000              | 5                |
| ASVEL Lyon-Villeurbanne                      | 1948            | 2e                   | Pierric Poupet       | 2024   | Astroballe (Villeurbanne) LDLC Arena (matchs européens) | 5 560 12 523       | 77               |
| Association sportive de Monaco (basket-ball) | 2015            | 3e                   | Vasílis Spanoúlis    | 2024   | Salle Gaston Médecin (Monaco)                           | 5 000              | 28               |
| Cholet Basket                                | 1987            | 4e                   | Fabrice Lefrançois   | 2024   | La Meilleraie (Cholet)                                  | 5 191              | 39               |
| JL Bourg-en-Bresse                           | 2017            | 5e                   | Freddy Fauthoux      | 2022   | Ekinox (Bourg-en-Bresse)                                | 3 548              | 16               |
| Le Mans SB                                   | 1990            | 6e                   | Guillaume Vizade     | 2024   | Antarès (Le Mans)                                       | 6 035              | 61               |
| Élan sportif chalonnais                      | 2023            | 7e                   | Elric Delord         | 2022   | Le Colisée (Chalon-sur-Saône)                           | 4 948              | 28               |
| JDA Dijon                                    | 2011            | 8e                   | Laurent Legname      | 2023   | Palais des sports Jean-Michel-Geoffroy (Dijon)          | 5 000              | 37               |
| SLUC Nancy                                   | 2022            | 9e                   | Sylvain Lautié       | 2021   | Palais des sports Jean-Weille (Nancy)                   | 6 043              | 27               |
| Saint-Quentin BB                             | 2023            | 10e                  | Philippe Da Silva    | 2025   | Palais des sports Pierre-Ratte (Saint-Quentin)          | 3 103              | 8                |
| BCM Gravelines-Dunkerque                     | 1988            | 11e                  | Jean-Christophe Prat | 2023   | Stades de Flandres (Dunkerque) Salle Calypso (Calais)   | 2 500 3 301        | 38               |
| SIG Strasbourg                               | 1999            | 12e                  | Jānis Gailītis       | 2025   | Rhénus Sport (Strasbourg)                               | 6 200              | 55               |
| Nanterre 92                                  | 2011            | 13e                  | Julien Mahé          | 2025   | Palais des sports Maurice-Thorez (Nanterre)             | 3 000              | 15               |
| Limoges CSP                                  | 2012            | 14e                  | - Dario Gjergja      | 2025   | Palais des sports de Beaublanc (Limoges)                | 5 516              | 41               |
| ESSM Le Portel                               | 2016            | 15e                  | Kenny Grant          | 2025   | Le Chaudron (Le Portel)                                 | 3 500              | 9                |
| Boulazac Basket Dordogne (PROMU)             | 2025            | -                    | Alexandre Ménard     | 2022   | Le Palio (Boulazac)                                     | 5 069              | -                |